# Donghu (sockenhuvudort i Kina, Zhejiang Sheng, lat 30,03, long 120,61)
Donghu (kinesiska: 东湖) är en sockenhuvudort i Kina. Den ligger i provinsen Zhejiang, i den östra delen av landet, omkring 49 kilometer sydost om provinshuvudstaden Hangzhou. Antalet invånare är 52 494. Befolkningen består av 26 551 kvinnor och 25 943 män. Barn under 15 år utgör 13,0 %, vuxna 15-64 år 76 %, och äldre över 65 år 9,0 %.
Runt Donghu är det tätbefolkat, med 613 invånare per kvadratkilometer. Närmaste större samhälle är Shaoxing, 3,8 km sydväst om Donghu. I omgivningarna runt Donghu växer i huvudsak blandskog.
Genomsnittlig årsnederbörd är 2 022 millimeter. Den regnigaste månaden är juni, med i genomsnitt 356 mm nederbörd, och den torraste är januari, med 72 mm nederbörd.